# Mesorregión de Marília
La mesorregión de Marília es una de las quince mesorregiones del estado brasilero de São Paulo. Es formada por la unión de veinte municipios agrupados en dos microrregiones.

## Microrregiones
- Marília
- Tupã

- Datos: Q957888